# Aeroportul Turlatovo
Aeroportul Turlatovo (IATA: RZN, ICAO: UUWR) este un aeroport din Riazan, Regiunea Reazan, Rusia ce deservește zona Riazan.
Situat la o altitudine de 153 m, aeroportul dispune de o singură pistă.